# Castelo Hatton
O Castelo Hatton (em inglês:  Hatton Castle) é um castelo do século XVI localizado em Newtyle, Angus, Escócia.

## História
O castelo foi construído em 1575 por Lawrence, 4º Lorde de Oliphant. Está atualmente em reconstrução.
Encontra-se classificado na categoria "B" do "listed building" desde 11 de junho de 1971.